# ドン・パスクワーレ

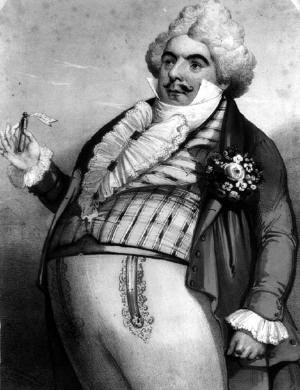
ドン・パスクワーレを演じるラブラーシュ

『ドン・パスクワーレ』（イタリア語: Don Pasquale）は、ガエターノ・ドニゼッティ作曲の全3幕のオペラ・ブッファで、リブレットはジョヴァンニ・ルッフィーノがステファーノ・パヴェージのオペラ『マルカントニオ殿』（1810年）のためにアンジェロ・アネッリが書いたリブレットを基に作成した。『ドン・パスクァーレ』とも表記される。1843年1月3日にパリのイタリア劇場（ヴァンタドゥール劇場）にて初演された。

## 概要

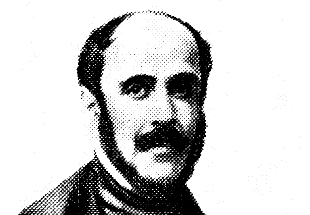
ルッフィーノ

本作はオペラ・ブッファとしてはドニゼッティ最後の作品で、作曲当時、45歳で、この5年後に彼は世を去ることになる。永竹由幸は「物語がドン・パスクワーレにあまりに可哀そうな感があるが、純粋に音楽的な面から見ればドニゼッティの全作品のうちで最も価値の高い曲の一つ。オペラ・ブッファとしても19世紀前半の最後の名曲」と評している。

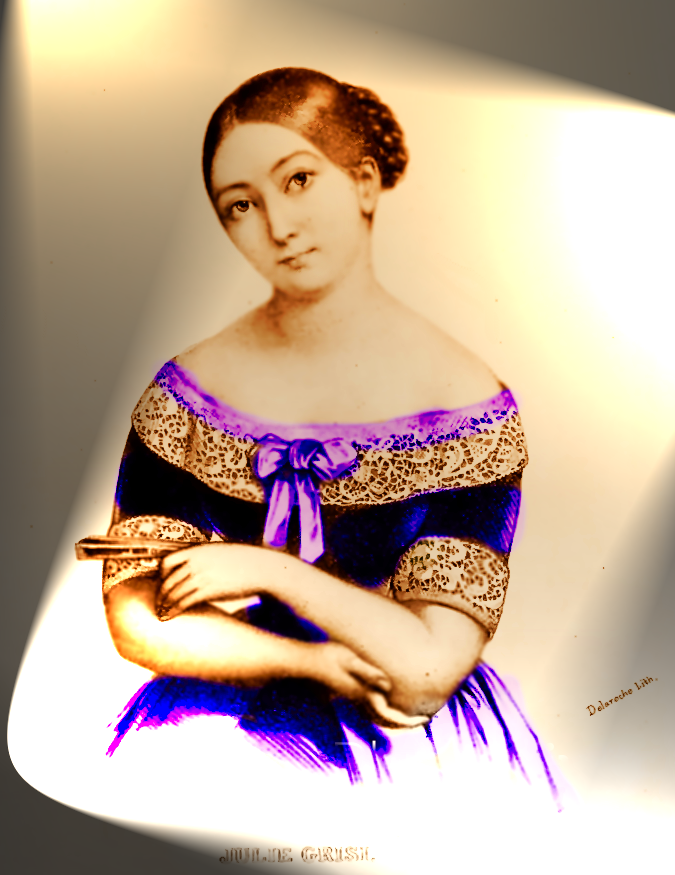
ジュリア・グリジ

『ラルース世界音楽事典』によれば、このシナリオの骨組みにはほとんど独創性は見られないものの、魅力的な細部に溢れている台本を基にドニゼッティは彼の陽気な音楽のうちの最良のものを、より一般的に言えばイタリアのオペラ・ブッファの傑作の一つを書いたのである。彼の洗練された音楽語法は4人の主な登場人物に因習を完全に逸脱した生気と明快さを与えている。このようにして、ノリーナは抗し難い魅力をもってオペラ全体に幅を利かせ、一方では、類を見ないほど素晴らしい旋律のインスピレーションが、真実の詩情の輝きをもってエルネストを取り囲んでいるのである。
ドニゼッティが本作をわずか２週間で作曲したことはよく知られている。これほどの速筆が可能だったことについては、これはドニゼッティ特有の理由によって説明できる。つまり、彼は少年時代に完全な音楽構造で、物事を考えるよう訓練されていただけでなく、劇場での長い経験、つまり、本作は彼の64作目のオペラであると言う利点を持っていた。そして、彼は破棄した幾つかの作品からの二重唱、サロンのための歌曲、ある貴婦人のための作品集に寄せたワルツ（３幕の召使のための合唱）といった本来ほかの作品のために作曲した音楽を数多く書き直して本作に取り込んだ。しかし、このような楽曲の出どころの多様性は非難には当たらない。ドニゼッティは非凡な集中力をもって作曲し、新たに作曲したものと改作したものが入り混じった音楽に新鮮さと刺激的な味わいを与えることができたからである。
グラウトによれば、「ドニゼッティの最も優れた喜劇的作品は『愛の妙薬』（1832年）、『ドン・パスクワーレ』（1843年）、フランス風オペラ・コミック『連隊の娘』（1846年）である。このうち、本作は完全にオペラ・ブッファの伝統に立つ作品で、ロッシーニの『セビリアの理髪師』（1816年）と好一対をなしている」。

### 初演とその後
初演はパリのイタリア劇場のスター歌手4人組によって披露されるとすぐに成功を収め、本作は極めて急速なペースでヨーロッパ全土を駆け巡った。その人気は弱まることはなかった。本作とベッリーニの『清教徒』はどちらもイタリア語オペラながら、フランスの首都で初演されていることが着目される。イタリア劇場ではイタリア語オペラをイタリア語のまま上演しており、パリのオペラ・ファンは母語のオペラに加えて、イタリア語オペラを日常的に鑑賞することができたので、作曲家だけでなく、演奏家も自然とパリにあつまったのである。イタリア初演は1843年4月17日にミラノスカラ座で上演された。
イギリス初演は1843年 6月29日にロンドンの ハー・マジェスティーズ劇場でパリの初演時からタンブリーニからフォルナザーリに代わり、その他は同じ出演者によって上演された。アメリカ初演は1845年1月7日にニューオリンズのオルレアン劇場にて行われた。配役はカルヴェ、ギャリー、クエリオら、指揮はプレヴォストであった。
日本初演は1961年4月3日に産経ホールにて、二期会によって行われた。配役はドン・パスクワーレ：栗本正、ノリーナ：柴田喜代子、エルネスト：中村健、マラテスタ：立川澄人、指揮は森正、演出はヘルマン・ウーハーペニッヒ、演奏はイムペリアル・フィルハーモニー交響楽団、二期会合唱団であった。

## 音楽

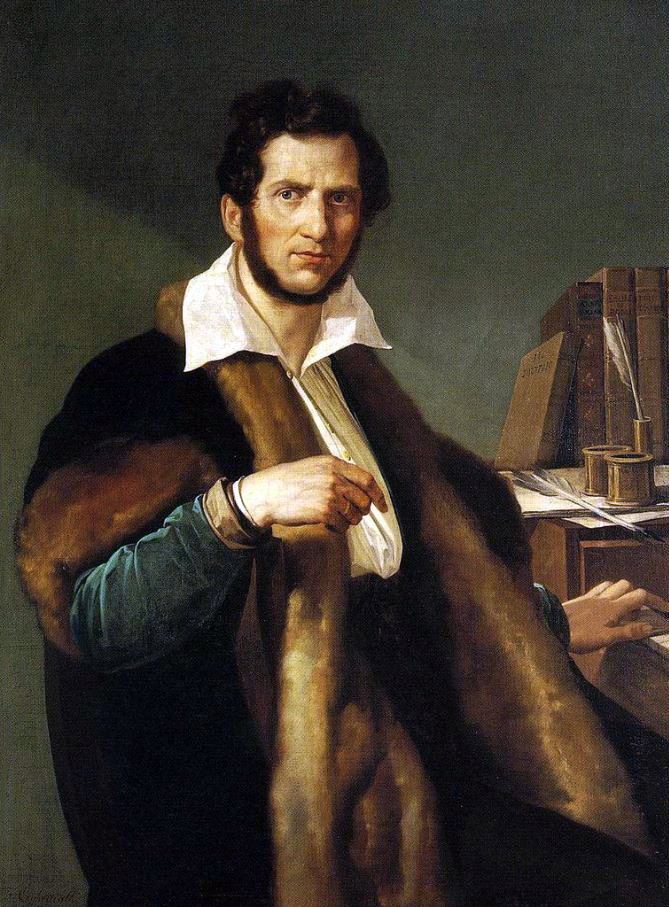
ドニゼッティ

『新グローヴ オペラ事典』によれば「本作の特色はレチタティーヴォの自然な旋律美である。本作ではそれまでオペラ・ブッファと結びつけられてきた伝統的なチェンバロを用いるのではなく、弦楽の伴奏を伴っている。その他の特色はノリーナとマラテスタの二重唱は２つのテンポによるにも拘らず、実際には第二部分における第一部分からの旋律の回想や、一方から他方への和声的な反響（両方ともヘ長調）の効果により、喜劇的な陽気さが途切れることなく徐々に流れ出していく。第2幕では次から次に展開するひとまとまりの自然なつながりによって、パスクワーレの登場から結末に至るまで個別の楽曲という印象を与えることなく、いかにも自然な音楽的連続性を作り上げている。この自然さはノリーナとパスクワーレが出くわす第3幕冒頭にも生命を吹き込む。ここで彼女が「あっちへいってよ、ねえ、あなた」と歌うワルツの旋律は簡潔ではあるが、その簡潔さは、この旋律を彼女のキャラクターにとって、その瞬間にはそれ以上考えられないようなものにしている。さらに、ユーモアと皮肉たっぷりの優しさ以外の何物も混ざっていないという点で、ドニゼッティの喜劇様式の精髄を見ることができる」。
岸純信は「名歌手4人を確保したドニゼッティはこのストーリーのもつ明るさと現実味を、難しい声楽技巧をふんだんに用いた旋律美で華やかに彩るべく、思う存分腕を振るった。特に、テノール役のエルネストは、音域が全般的に非常に高く設定された上で、トランペットの序奏で名高い第1幕のアリアにおけるドラマティックなー大袈裟なまでの－悲嘆ぶりから第3幕で歌われるセレナードの繊細な美しさまで、実に幅広い感情表現を要求される難役である。音楽面では他にも、ノリーナとドン・パスクワーレの第3幕での二重唱で、男を完全に手玉にとった様子がワルツの軽快なリズムで描写される個所や第2幕の三重唱で、老人と対面したヒロインが〈観てて御覧なさいよ〉と短調のフレーズで傍白する部分のスパイシーな味わいなど、近代的な手法がそこかしこで効果を発揮する一方で、第2幕のフィナーレのようにバス歌手が早口の妙技を見せるというロッシーニ的な敏捷な展開のアンサンブルなど、従来のオペラ・ブッファの書法もきちんと活かされており、聴き応えのあるものになっている」。

### 筋立て
河野典子は「若さというものは、残酷なことを平気でさせる。この物語で振り回される70歳のドン・パスクワーレの心の痛みが理解できるのは、自分がその年代になった時でしかないのだろう。若者たちが、自分たちがパスクワーレにした仕打ちを〈あまりに残酷なことをした〉と思い出すのは何時のことだろうか。」と冷静な見解を示している。
宮沢縦一は「劇の内容はよくある金持ちの老人の財産と結婚を巡るばからしいというか、くだらない話」と冷ややかな見解を示している。
音楽的には称賛される一方で、筋立てとしては、現代的観点からみれば、主人公の悲哀が指摘される点もある。

## 登場人物
| 人物名                 | 原語             | 声域     | 役                                       | 初演時のキャスト 指揮者： テオフィル・ティルマン |
| ---------------------- | ---------------- | -------- | ---------------------------------------- | ------------------------------------------------ |
| ドン・パスクワーレ     | Don Pasquale     | バス     | 金持ちの独身老人                         | ルイージ・ラブラーシュ                           |
| ノリーナ               | Norina           | ソプラノ | 若い未亡人､エルネストの恋人              | ジュリア・グリジ                                 |
| エルネスト             | Ernesto          | テノール | パスクワーレの甥                         | ジョヴァンニ・マリオ                             |
| マラテスタ医師         | Dottor Malatesta | バリトン | パスクワーレの主治医で、エルネストの友人 | アントニオ・タンブリーニ                         |
| 公証人                 | Notaro           | バス     | マラテスタの従弟                         | フレデリック・ラブラーシュ                       |
| 合唱：召使、使用人など |                  |          |                                          |                                                  |

## 楽器編成
- 木管楽器:フルート2（2番は持ち替えでピッコロ）、オーボエ2、クラリネット2、ファゴット2
- 金管楽器:ホルン4、トランペット2、トロンボーン３
- 打楽器:ティンパニ、バス・ドラム、シンバル、タンバリン
- その他:弦5部、ギター2

## 演奏時間
第1幕：約45分（序曲：約7分）、第2幕：約35分、第3幕：約40分　合計：約2時間

## あらすじ
時と場所：19世紀半ばのローマ

### 第1幕

#### 第1場
ドン・パスクワーレの中産階級風の邸宅の客間

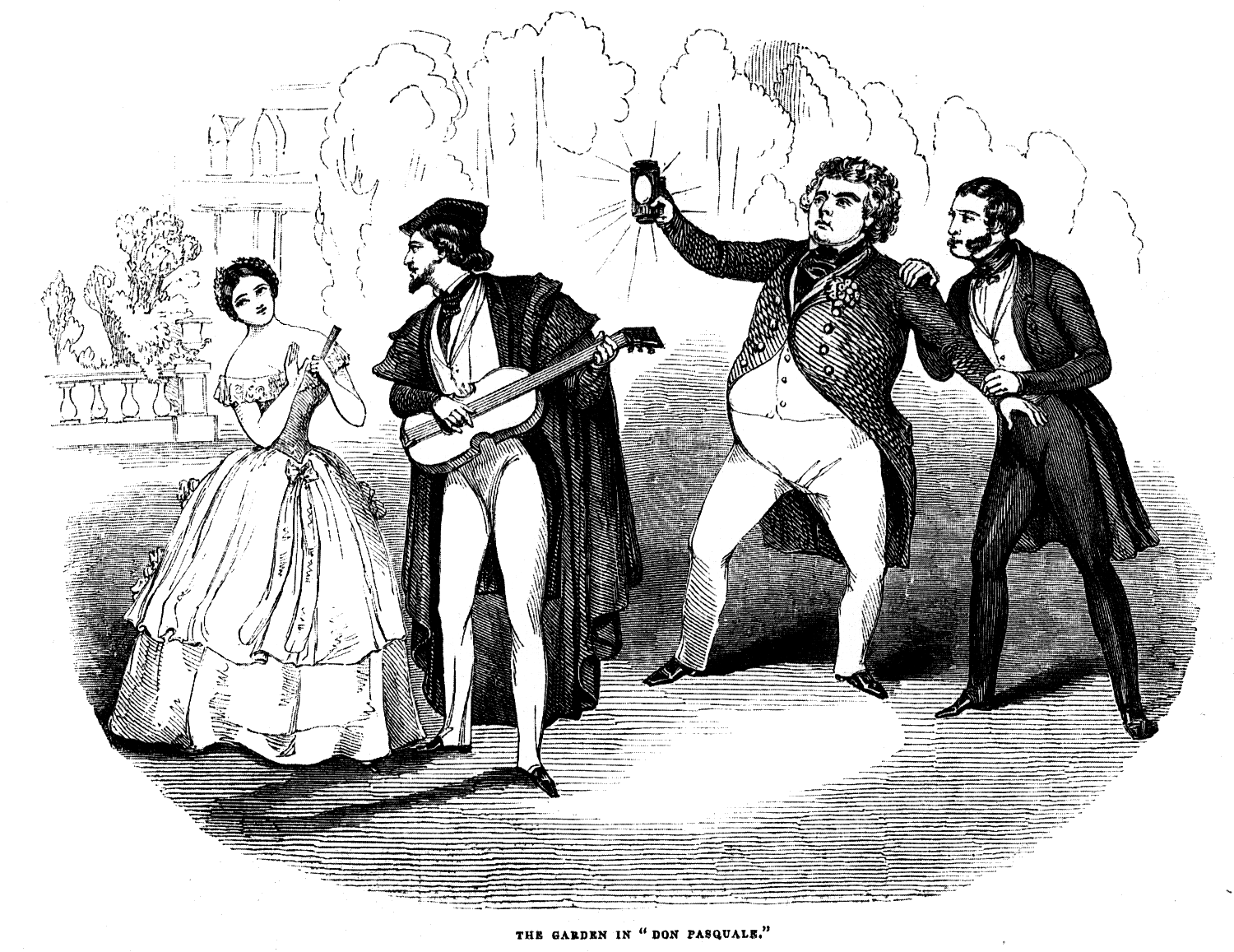
ロンドンでの上演

ドン・パスクワーレはもう70歳になる独身の金持ち老人である。そろそろ財産を同居している唯一の相続人、甥のエルネストに譲ろうと考えていた。しかし、そのエルネストはノリーナという若い未亡人に惚れこんでいて、パスクワーレが薦める金持ちの令嬢との結婚をあっさりと断ってしまう。業を煮やしたパスクワーレは、それなら自分が若い娘と結婚して、産まれた子供に財産を譲ろうと思い立ち、友人の医師マラテスタに相手探しを依頼する。マラテスタが現れ、若く美しく謙虚な理想の花嫁が見つかったという〈ロマンツァ〉「天使のように美しい娘が」（Bella siccome un angelo）を歌う。それもマラテスタの妹というから驚きだ。〈ヴィヴァーチェ〉の急速なテンポで「これまでに感じたことのない情熱の炎が」（Un foco insolito mi sento addosso）を歌う。有頂天のパスクワーレはエルネストを呼び、「わしが結婚する」（Io prendo moglie）ので、この家を出ていけと告げる。驚くエルネスト。実はエルネストも、未亡人のノリーナとの結婚がうまくいくように、マラテスタにパスクワーレの説得を頼んでいた。絶望したエルネストは〈カンタービレ〉の分散和音に彩られ「甘く清らかな夢よ」（Sogno soave e casto）を歌い、家を出る決心をする。

#### 第2場
ノリーナの家
エルネストの恋人、未亡人ノリーナが恋愛小説を読んでいる。〈カヴァティーナ〉「騎士はその眼差しに心を射抜かれ｣（Quel guardo il cavaliere in mezzo al cor trafisse）を歌い、自分には男性の心をとろけさせる眼差しや、微笑みや、うその涙の使い方を熟知しており、知恵が回り、冗談を解し、怒りを笑いに帰る才能もあると自慢する。そこに、エルネストからの手紙が届く。手紙には「財産は貰えず、家を追い出された。絶望して一人でこの地を去る」と書かれていた。驚き悲しむノリーナのところに、マラテスタがやって来る。マラテスタは一計を案じ、ノリーナに修道院に入っている自分の妹ソフローニャに変装させて、ドン・パスクワーレに花嫁として送り込む企てを打ち明ける。ドン・パスクワーレを振り回して、彼に結婚を後悔させ、エルネストとの結婚を承諾させようと言う。〈二重唱〉「準備は万端よ」（Pronta  io son）となり、彼女はあとは任せて欲しいと言う。

### 第2幕
ドン・パスクワーレ邸

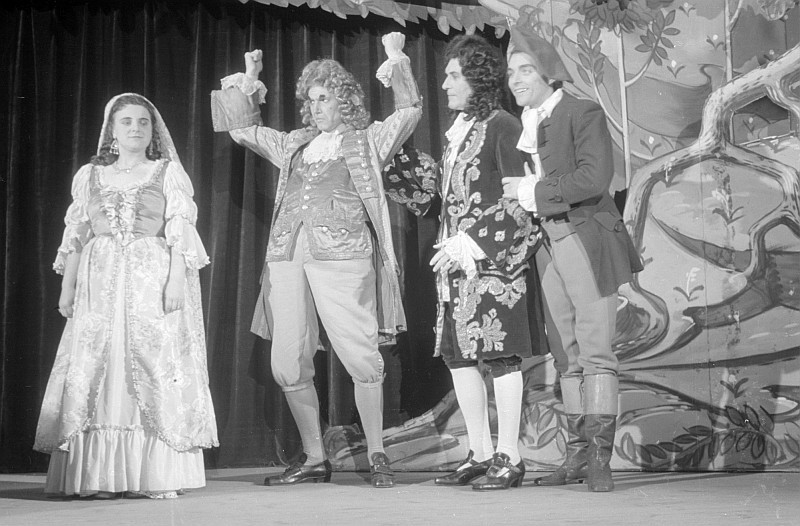
ドン・パスクワーレ邸の4人

エルネストはこの家を出る決心を固め、〈アリア〉「見知らぬ遠いところで」（Cercherò lontana terra）を歌い自室に戻る（トランペット独奏を伴う感動的な導入部となっている）。パスクワーレは召使を引き連れて、正装で現れる。そこにマラテスタと純真で内気な妹のソフロニアに扮するノリーナがヴェールをかぶり、やって来る。ソフロニアがヴェールを外すと、美しく清楚で慎み深い花嫁候補に、パスクワーレは一目惚れをしてしまい、舞い上がり〈カヴァティーナ〉「仕草も、声も、身のこなしも｣（Mosse, voce, portamento）と歌い、早速この場で挙式を上げることにする。公証人（マラテスタの従弟）は事前に隣室に呼ばれていたが、もう一人必要である。そこに、エルネストが叔父に最後の別れを告げにやって来て『出発する前に』（Pria di partir）を歌う。エルネストは花嫁を見て仰天するが、マラテスタが彼にこれは芝居であると耳打ちし、納得させる。エルネストもマラテスタと共に悪巧みに加わり、婚姻の証書に署名する。その署名が終わったとたんに、偽のソフロニアであるノリーナの態度が一変する。パスクワーレに無遠慮に命令をして、考え得る限りの派手な気分屋の贅沢女房に変身する。パスクワーレは啞然とし『夢か現実か、一体何が起きたんだ』（Pria di partir）と歌い、動揺するが、なす術がない。芝居が上出来であることに満足したマラテスタたちは〈四重唱〉「石のように固まってしまった」（È rimasto là impietrato）を歌い、喜びをあらわにする。

### 第3幕

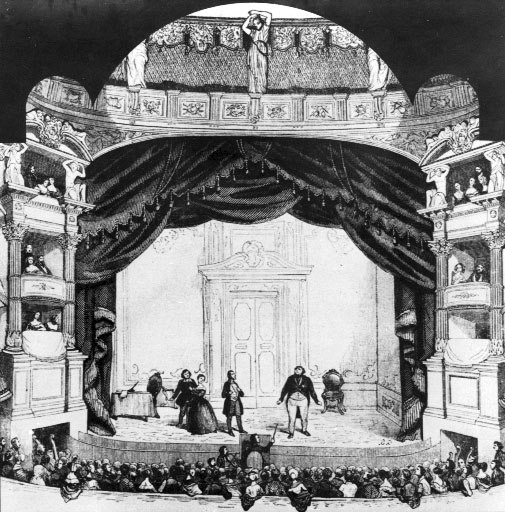
イタリア劇場での上演

#### 第１場
前幕と同じ日のドン・パスクワーレ邸
部屋中のどこもかしこも新妻の洋服や帽子、アクセサリーなどが散乱している。山積みなった請求書を前に、ドン・パスクワーレは頭を抱えている。召使いがノリーナの言いつけで慌ただしく走り回っている。ノリーナが着飾って登場し、これから芝居見物に出かけるという。ノリーナは結婚初夜なのに何という尻軽女だと怒るパスクワーレに平手打ちを食わせると彼は「ドン・パスクワーレは終わりだ」（è finita, Don Pasquale）と嘆く。爺さんは早く寝たほうが良いと言い、わざと一通の手紙を落として外出する。それは今夜ノリーナの密会の約束が記されている。これは当然パスクワーレを罠にはめるための小道具だが、これを見たパスクワーレはこれを口実に離婚が出来ると考える。召使いたちの〈合唱〉「何と限りないこの出入り」（Che interminabile andirivieni!）が聞こえる。マラテスタとエルネストが現れて今夜の密会の打ち合わせをする。続いてパスクワーレが登場して、マラテスタに新妻の傍若無人ぶりを嘆く。そして新妻の不貞の現場を取り押さえるべく計画を練る。2人による早口の二重唱の活力は、この状況のもつ気分をまさに生き生きと捉えている。

#### 第２場
夜の庭園
庭ではエルネストがノリーナを想って〈セレナーデ〉「春の盛りの夜はなんと素敵なのだろう｣（Com'è gentil la notte　a mezzo april!）。ノリーナが現れ、甘美な〈二重唱〉「もう一度愛していると言っておくれ」（Tornami a dir che m'ami）となる。パスクワーレとマラテスタが登場、密会の現場を取り押さえようとするが、エルネストは気配を感じ間一髪でその場を逃れる。パスクワーレはソフロニアに扮するノリーナによくもわしを裏切ったな、出て行けと言う。彼女は一人で風にあたっていただけとしらばっくれる。マラテスタがソフロニアを説得する振りをし、明日からはエルネストのノリーナという花嫁がこの家に来て、一緒に住むことになると言う。ソフロニアはノリーナとかいう女と住むのは真っ平ごめん、この家を出ると言う。それを聞いて喜んだパスクワーレはすぐさまエルネストを呼びつけ、ノリーナとの結婚を許し、遺産相続の約束もしてしまう。すると、マラテスタがソフロニアは実はノリーナであったことをパスクワーレに打ち明ける。怒っていたパスクワーレは全てを悟り、寛大な心で「この話の教訓は」（La morale è molto bella）と語り、二人を許し祝福して、大団円となる。

## 主な全曲録音・録画
| 年   | 配役 ドン・パスクワーレ ノリーナ エルネスト マラテスタ                                      | 指揮者 管弦楽団および合唱団                                                                                                   | レーベル                             |
| ---- | ------------------------------------------------------------------------------------------- | --- | ------------------------------------ |
| 1932 | エルネスト・バディーニ アデライデ・サラチェーニ ティート・スキーパ アフロ・ポーリ           | カルロ・サバイノ ミラノ・スカラ座管弦楽団 ミラノ・スカラ座合唱団                                                              | （オリジナル音源：イタリアHMV）      |
| 1964 | フェルナンド・コレナ グラツィエラ・シュッティ フアン・オンシーナ トム・クラウゼ             | イシュトヴァン・ケルテス ウィーン国立歌劇場管弦楽団 ウィーン国立歌劇場合唱団                                                  | CD: Decca EAN:0028947584902          |
| 1978 | ドナルド・グラム ビヴァリー・シルズ アルフレード・クラウス ヘンリー・ニューマン             | サラ・コールドウェル ロンドン交響楽団 アンブロジアン・オペラ・コーラス                                                        | CD: EMI EAN:0072435660302            |
| 1979 | エフゲニー・ネステレンコ ルチア・ポップ フランシスコ・アライサ グイド・ファブリス           | ハインツ・ワルベルク ミュンヘン放送管弦楽団 バイエルン放送合唱団                                                              | CD: Columbia EAN:4988001011507       |
| 1982 | セスト・ブルスカンティーニ ミレッラ・フレーニ イェスタ・ヴィンベルイ グイド・ファブリス     | リッカルド・ムーティ フィルハーモニア管弦楽団 アンブロジアン・オペラ・コーラス                                                | CD: EMI EAN:0190295934880            |
| 1990 | ガブリエル・バキエ バーバラ・ヘンドリックス ルカ・カノーニチ ジーノ・キリコ                 | ガブリエレ・フェッロ リヨン国立歌劇場管弦楽団 リヨン国立歌劇場合唱団                                                          | CD: ERATO EAN:0825646801541          |
| 1993 | レナート・ブルゾン エヴァ・メイ フランク・ロパード トーマス・アレン                         | ロベルト・アバド ミュンヘン放送管弦楽団 バイエルン放送合唱団                                                                  | CD: SONY EAN:0886978565426           |
| 1994 | フェルッチョ・フルラネット ヌッチア・フォチーレ グレゴリー・クンデ ルチオ・ガッロ           | リッカルド・ムーティ ミラノ・スカラ座管弦楽団 ミラノ・スカラ座合唱団 演出: ステファノ・ヴィツィオーリ                         | DVD: Arthaus Musik EAN:0807280720792 |
| 2002 | アレッサンドロ・コルベッリ エヴァ・メイ アントニーノ・シラグーザ ロベルト・デ・カンディア   | ジェラール・コルステン カリアリ歌劇場管弦楽団 カリアリ歌劇場合唱団 演出: ステファノ・ヴィツィオーリ                           | DVD: Arthaus Musik EAN:4988026816187 |
| 2010 | マリウシュ・クヴィエチェン アンナ・ネトレプコ マシュー・ポレンザーニ ジョン・デル・カルロ   | ジェイムズ・レヴァイン メトロポリタン歌劇場管弦楽団 メトロポリタン歌劇場合唱団 演出: オットー・シェンク                       | DVD: DG EAN:4006680101583            |
| 2013 | アレッサンドロ・コルベッリ ダニエル・ドゥ・ニース アレク・シュレーダー ニコライ・ボルチェフ | エンリケ・マッツォーラ ロンドン・フィルハーモニー管弦楽団 グラインドボーン音楽祭合唱団 演出:マリアム・クレマン                | DVD: Opus Arte EAN:4945604971447     |
| 2019 | ブリン・ターフェル オルガ・ペレチャッコ イオアン・ホテア マルクス・ウェルバ                 | エヴェリーノ・ピド コヴェント・ガーデン王立歌劇場管弦楽団 コヴェント・ガーデン王立歌劇場合唱団 演出: ダミアーノ・ミキエレット | DVD: Opus Arte EAN:4589538804145     |

## 関連作品
- ジギスモント・タールベルク:「ドン・パスクワーレ」の主題による大幻想曲 Op. 67（Grande fantaisie sur les motifs de 'Don Pasquale', Op.67）